# Kasteel van Wijnendale

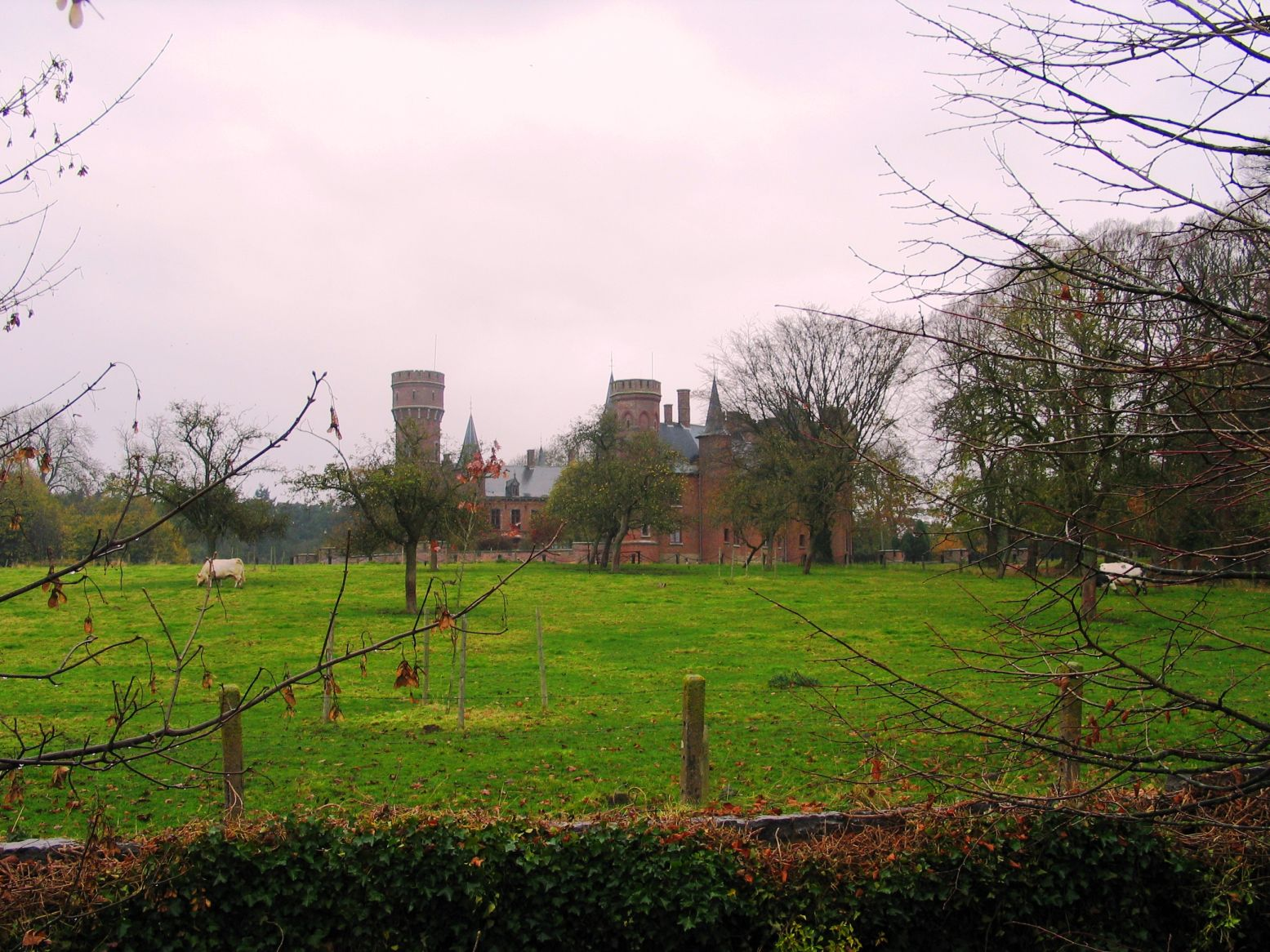
Kasteel van Wijnendale (10 nov 2004)

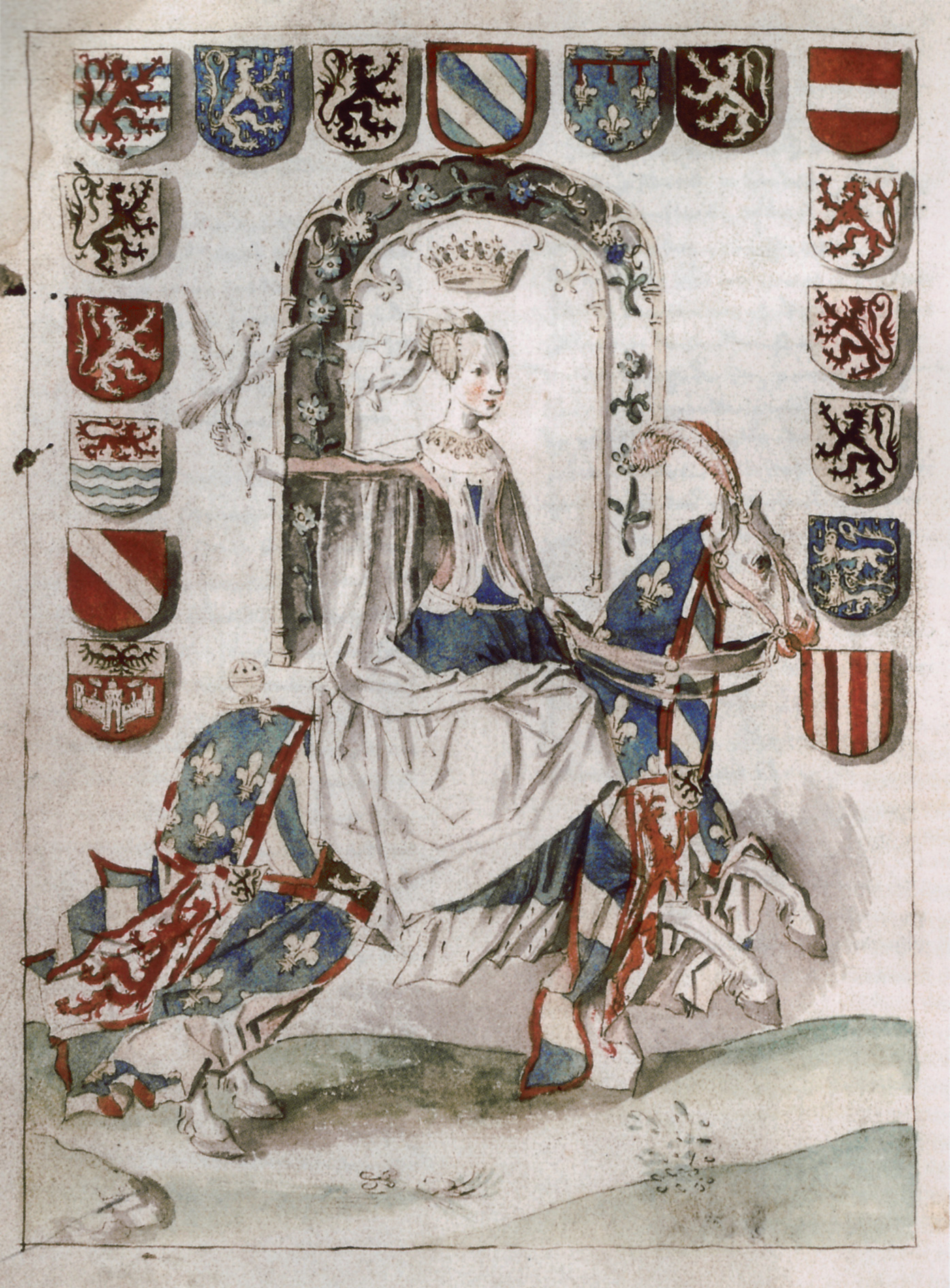
Maria Van Bourgondië, afgebeeld met valk, net voor haar noodlottige val.

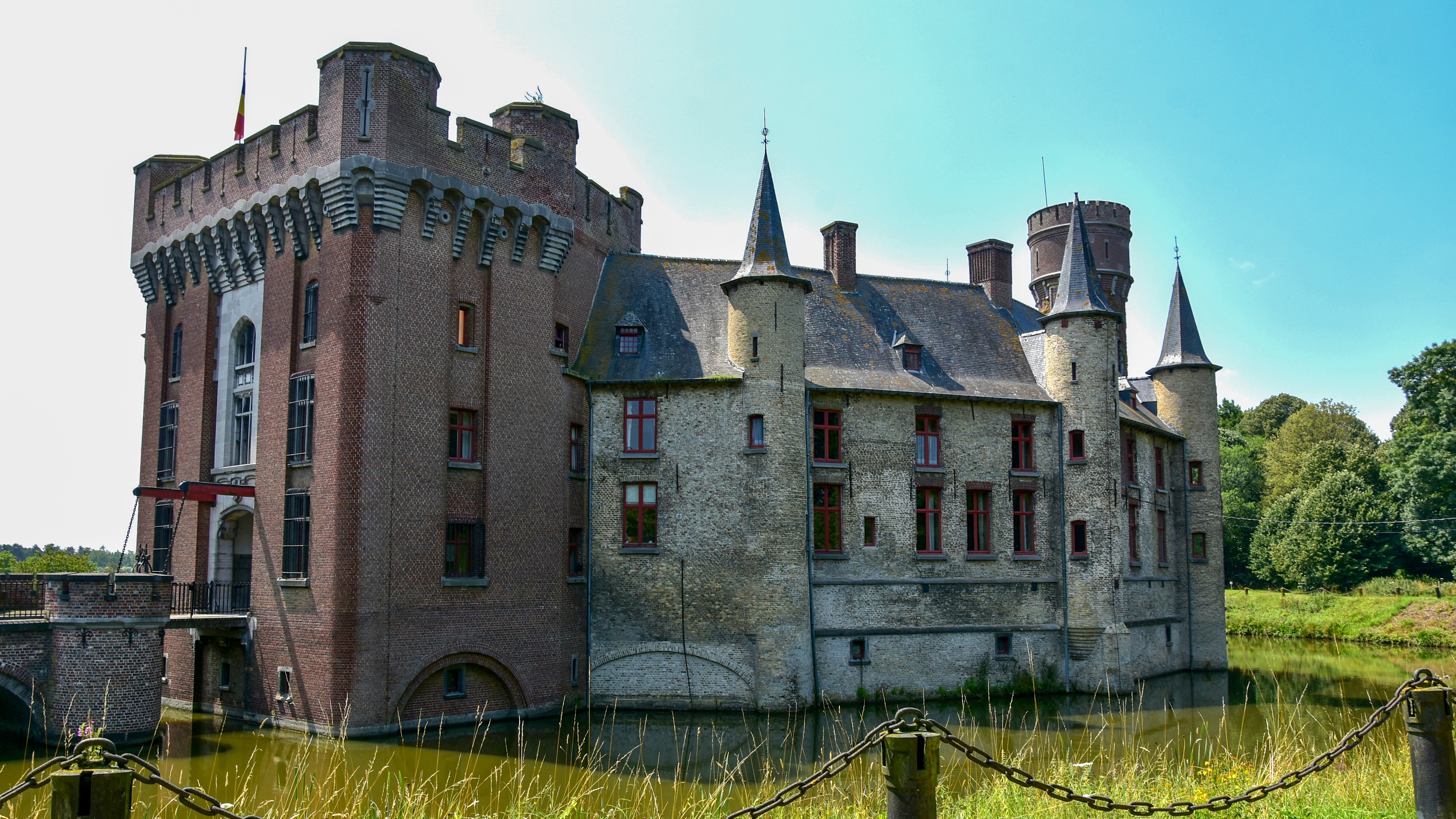
Kasteel van Wijnendale met zicht op het middeleeuws gedeelte (21 juli 2021)

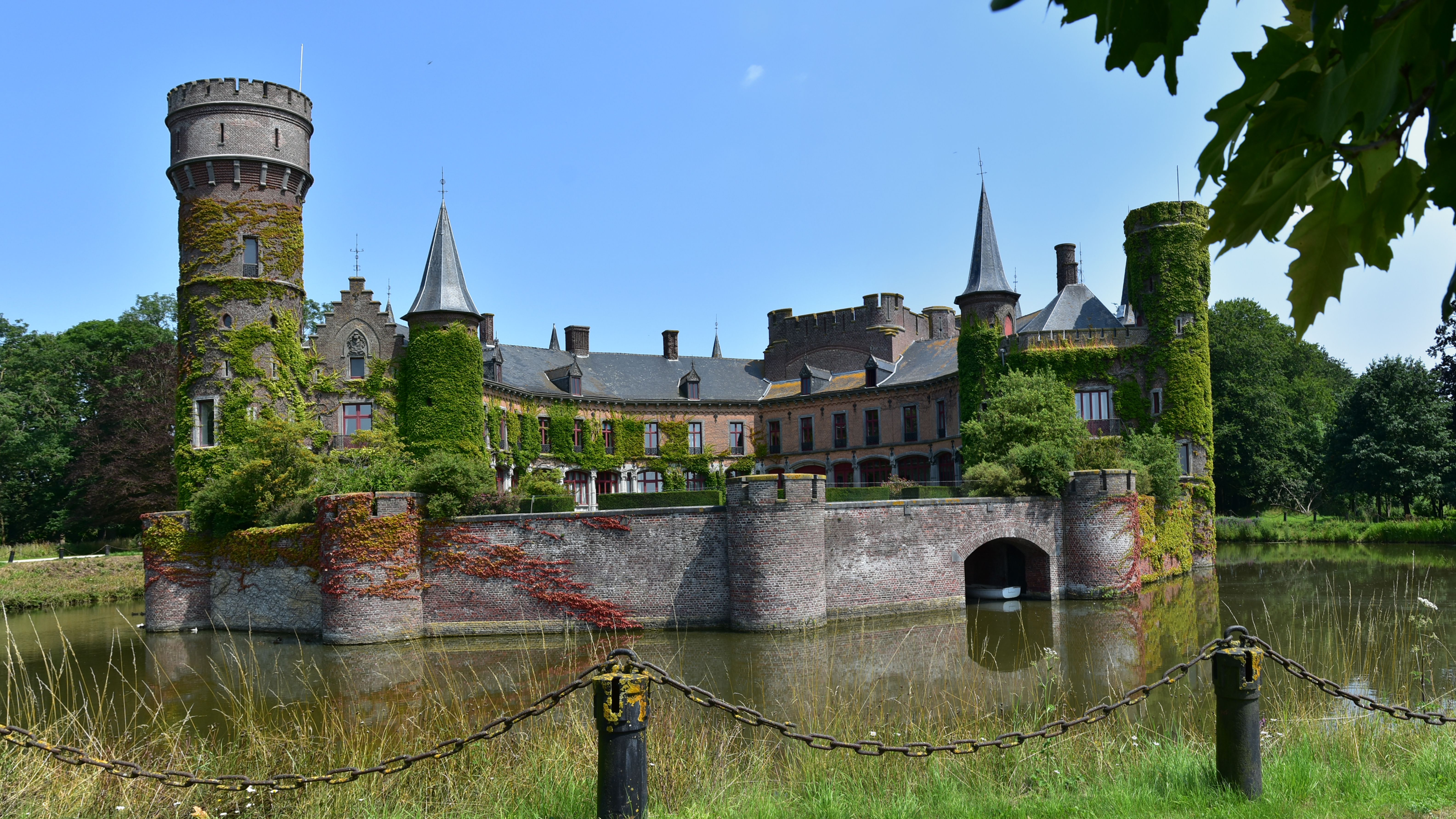
Kasteel van Wijnendale (21 juli 2021)

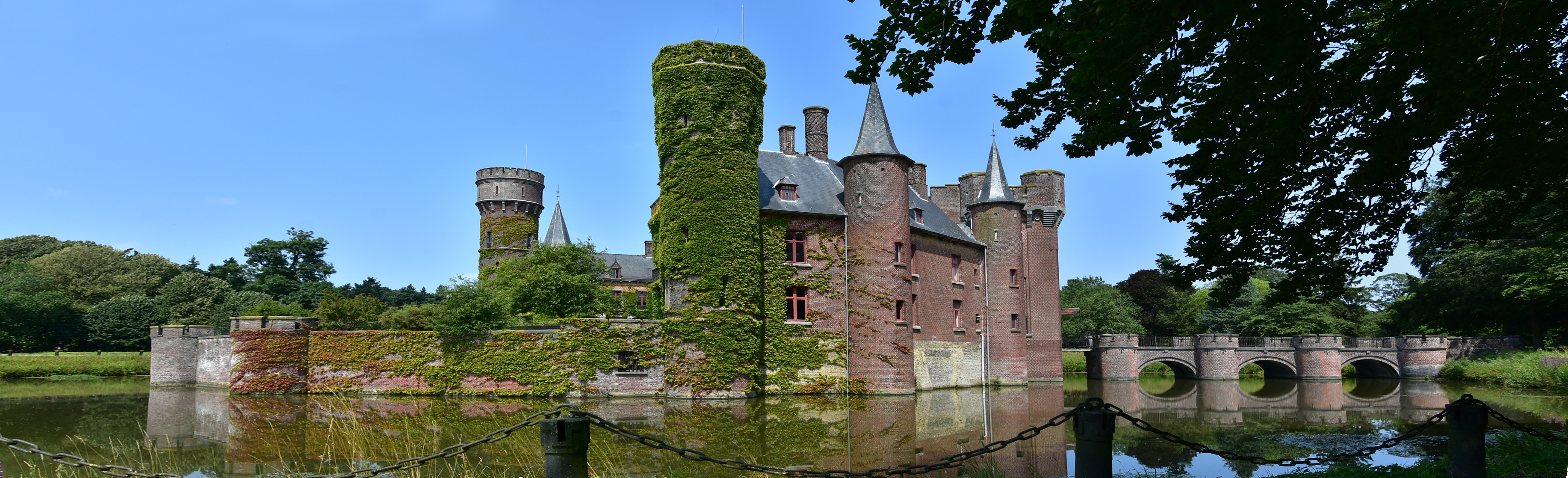
Kasteel van Wijnendale (21 juli 2021)

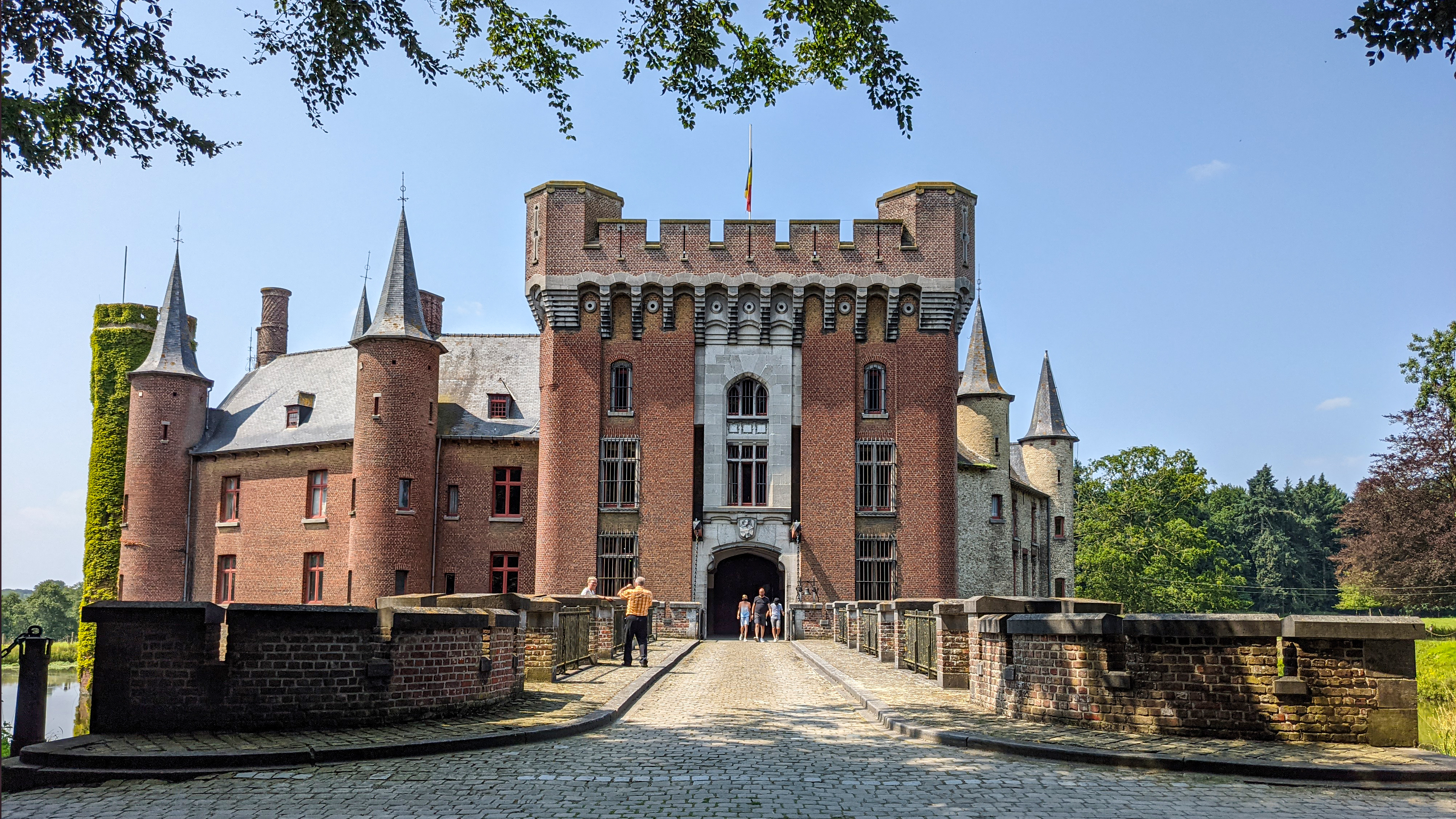
Kasteel van Wijnendale (21 juli 2021)

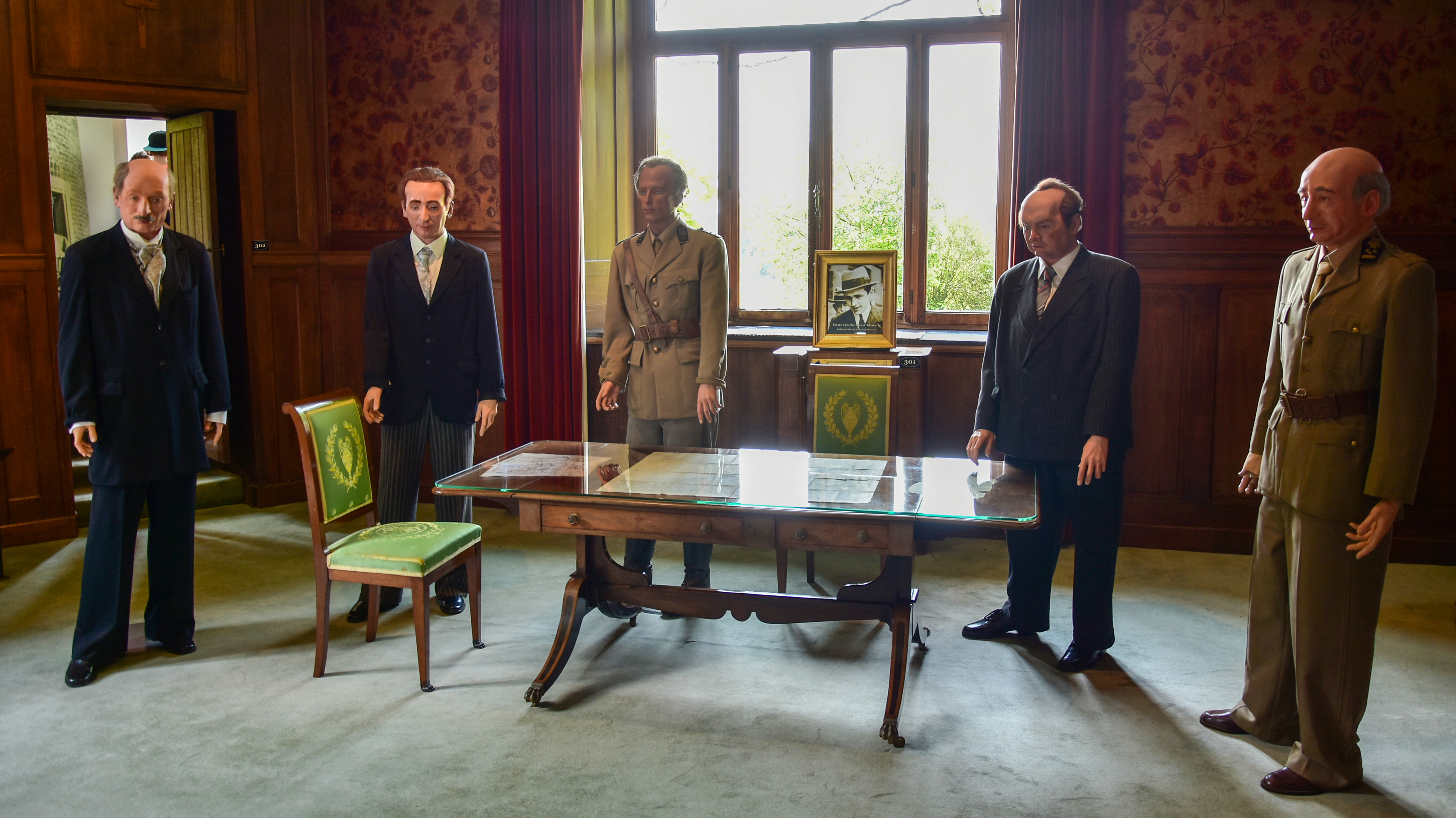
Evocatie van het gesprek tussen Leopold III en zijn ministers op 25 mei 1940 in het kasteel

Het kasteel van Wijnendale is een waterburcht, gelegen in de bosrijke omgeving van het Wijnendalebos in het West-Vlaamse Houtland en het Brugse Ommeland, op 3 km van de stad Torhout. Het huidige kasteel is grotendeels een 19e-eeuwse reconstructie. Een deel van de noordelijke vleugel is 15e-eeuws. De oudste vleugel van het kasteel wordt bewoond door de eigenaren, ook de andere vleugel is niet publiek toegankelijk. 

## Geschiedenis

### Graven van Vlaanderen, 11e-13e eeuw
De oorspronkelijke burcht werd, volgens latere kronieken, opgericht door Robrecht de Fries, graaf van Vlaanderen, op het einde van de 11e eeuw. De oudste vermelding van de burcht in een eigentijdse bron, het dagboek van Galbert van Brugge, dateert uit 1127. Hieruit blijkt dat de burcht als uitvalsbasis voor militaire operaties werd gebruikt.
Vanaf het midden van de 12e eeuw en vooral in de late 13e eeuw werd Wijnendale een regelmatige verblijfplaats van de graven van Vlaanderen. In 1168 kwam graaf Filips van de Elzas hier al samen met zijn hofraad. In 1187 is er voor het eerst sprake van een kapelaan en dus een kapel. De bosrijke omgeving was een uitgelezen jachtterrein voor de grafelijke familie en haar gasten. Op de burcht vond ook diplomatiek overleg plaats. In 1297 sloot Gwijde van Dampierre er een alliantieverdrag met de Engelse koning Edward I.

### Graven van Namen, 14e eeuw

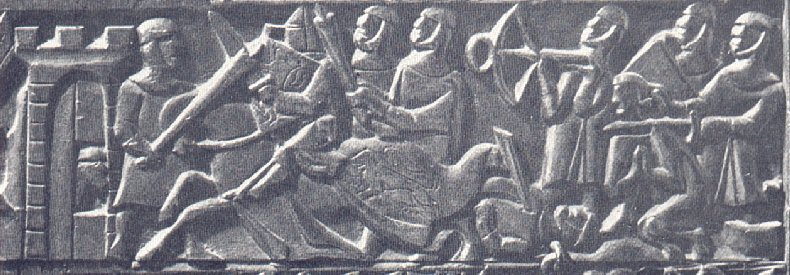
Een tafereel op de Kist van Oxford, mogelijk de inname van het Kasteel van Wijnendale

In 1298 kwam Wijnendale door vererving in handen van de graven van Namen, een jongere tak van het Huis Dampierre. Graaf Jan van Namen erfde samen met de burcht van Wijnendale ook de gelijknamige heerlijkheid, die twintig jaar tevoren door zijn vader Gwijde van Dampierre was gevormd. Wijnendale onderging zware belegeringen in 1302 (Guldensporenslag) en 1325 (Opstand van Kust-Vlaanderen), maar werd telkens heropgebouwd. Tot 1366 resideerde de grafelijke familie van Namen regelmatig in Wijnendale. Het was waarschijnlijk hier dat Blanca van Namen, dochter van graaf Jan, opgroeide en haar toekomstige echtgenoot, koning Magnus Eriksson van Zweden ontmoette in 1334.

### Hertogen van Bourgondië en hertogen van Kleef, 15e eeuw
Na een periode van verwaarlozing verkocht graaf Jan III van Namen in 1407 de burcht en de heerlijkheid aan de Bourgondische hertog Jan zonder Vrees. Die schonk het drie jaar later op zijn beurt aan zijn schoonzoon, graaf (en vanaf 1417 hertog) Adolf IV van Kleef-Mark, als onderpand voor de bruidsschat van zijn dochter Maria.

### Heren van Ravenstein, 15e-16e eeuw
In 1463, na een erfdeling binnen de hertogelijke familie, kwam Wijnendale in handen van een jongere tak van de hertogen van Kleef; de heren van Ravenstein. Adolf van Kleef-Ravenstein en zijn zoon en opvolger Filips van Kleef verbouwden de burcht tot een schitterend jachtslot en ontvingen er vorsten en edellieden. Filips de Schone, de latere Habsburgse vorst van de Nederlanden, beschreef Wijnendale op dat moment als “het mooiste buitenverblijf in Vlaanderen”.
Tijdens een jachtpartij in Wijnendale in 1482 maakte hertogin Maria van Bourgondië een dodelijke val van haar paard. Na haar dood barstte een oorlog uit tegen haar weduwnaar, de autoritaire aartshertog Maximiliaan van Oostenrijk. Omdat kasteelheer Filips van Kleef in 1488 de zijde van de opstandelingen koos, richtten Duitse troepen vernielingen aan op het kasteel en het neerhof. De mooie paardenstallen, de trots van het kasteeldomein, werden platgebrand. De kasteelheer liet de schade echter herstellen en breidde zowel het kasteel als het neerhof uit. Vooral na 1523, toen hij zijn kasteel van Edingen was kwijtgeraakt, bracht Filips van Kleef veel tijd door op Wijnendale en ontving er zijn vrienden. Bij zijn dood in 1528 werd een inventaris van het kasteel opgemaakt, dat toen drie verdiepingen en ruim vijftig kamers telde, waaronder heel wat gastenkamers.

### Hertogen van Kleef, 16e eeuw

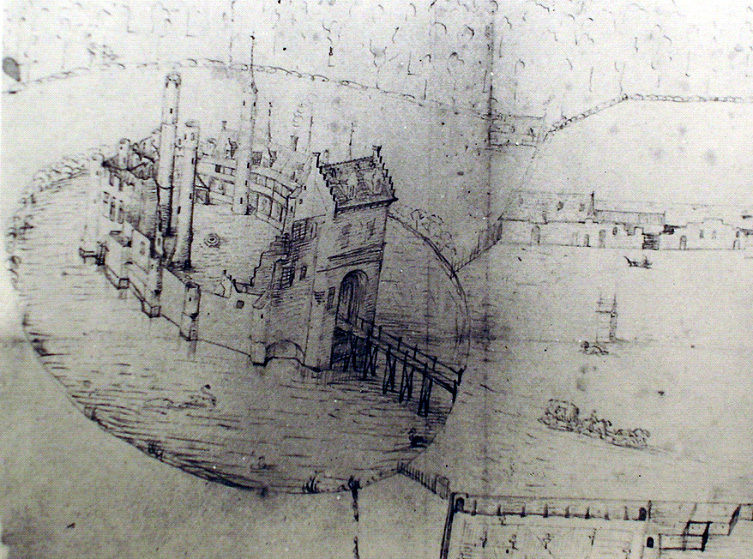
Tekening van het (half verwoeste) kasteel van Wijnendale uit 1612

Na 1528 keerde Wijnendale terug naar de hoofdtak van de hertogen van Kleef. Die resideerden zelf niet op het kasteel, maar logeerden er wel hoge gasten. Hun vorstelijke verwanten keizer Karel V en landvoogdes Maria van Hongarije verbleven meermaals in het kasteel. In de tweede helft van de 16e eeuw daalde de interesse van de Kleefse hertogen voor hun Vlaamse bezittingen.
De godsdienstoorlogen en de Opstand tegen Spanje leidden in 1578 tot de vernieling van een gedeelte van het kasteel, waarbij ook de donjon in de vlammen opging. Uit die periode dateren de oudste afbeeldingen van het kasteel, een detail uit de grote kaart van het Brugse Vrije geschilderd door Pieter Pourbus uit 1568 en een anonieme tekening uit 1612, vroeger (wellicht foutief) toegeschreven aan Jan Bruegel.

### Hertogen van Palts-Neuburg, 17e-18e eeuw
In 1609 stierf de zwakzinnige hertog Johan Willem van Kleef kinderloos. Hierop barstte een opvolgingsstrijd los tussen verschillende Duitse vorsten. Deze Guliks-Kleefse opvolgingsstrijd eindigde (voorlopig) in 1614 met het Verdrag van Xanthen, waarbij keurvorst Johan Sigismund van Brandenburg en hertog Wolfgang Willem van Palts-Neuburg de erfenis onder elkaar verdeelden. De heerlijkheid Wijnendale kwam zo in handen van Palts-Neuburg.
Het verdrag werd echter betwist door een andere pretendent, de keurvorst van Saksen, die de steun van de Roomse keizer genoot. In 1610 was keizer Rudolf II namelijk overgegaan tot de investituur van Christiaan II van Saksen als heer van Wijnendale. De keurvorst nam de heerlijkheid en het kasteel ook effectief in bezit. Deze situatie duurde tot 1634, toen een vonnis van de Geheime Raad in Brussel Wijnendale definitief toewees aan Wolfgang Willem van Palts-Neuburg.
De hertogen van Palts-Neuburg hielden het kasteel en de heerlijkheid in hun bezit van 1634 tot 1669 en opnieuw van 1690 tot 1795. In de tussenperiode 1669-1690 moest hertog Filips Willem van Palts-Neuburg Wijnendale tijdelijk afstaan aan de prinsen van Schwarzenberg als onderpand voor de definitieve verdeling van de Guliks-Kleefse erfenis, geregeld bij het Verdrag van Kleef (1666).
Bij de talrijke invallen van de koning Lodewijk XIV van Frankrijk in Vlaanderen, werd Wijnendale afwisselend door Franse troepen (1668, 1675) en Spaanse (1676, 1689, 1690) bezet. In 1690 zette het Franse leger de grote middelen in en blies een gedeelte van het kasteel op. Hierbij werden onder meer de brug, de kapel en de gevangenis vernield. In 1699-1700 liet hertog Johan Willem van Palts-Neuburg het puin ruimen en het kasteel heropbouwen. Bij die gelegenheid kwam er een nieuwe, bakstenen toegangsbrug.
Op 28 september 1708, tijdens de Spaanse Successieoorlog, vond in Wijnendale een militair treffen plaats tussen Franse en Geallieerde troepen (onder leiding van de Engelse generaal Webb). De Slag bij Wijnendale kostte het leven aan 4000 Franse en Spaanse manschappen. Aan Geallieerde zijde waren 900 doden en gekwetsten te betreuren. Het kasteel zelf liep relatief weinig schade op.

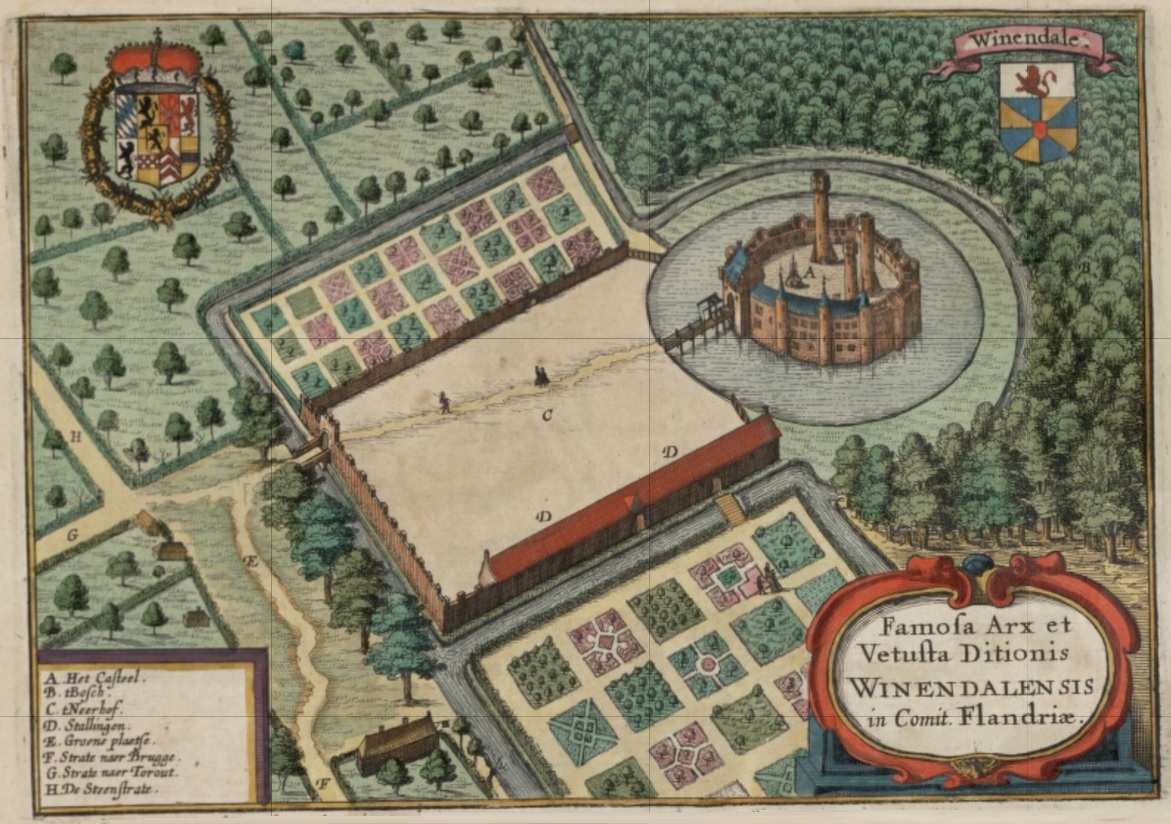
Kasteel van Wijnendale in de eerste helft van de 17e eeuw (afbeelding uit Flandria illustrata, 1641)

Tijdens de 17e en 18e eeuw deed het kasteel dienst als residentie van de gouverneur van de heerlijkheid Wijnendale, vaak was dat een edelman. De eigenaars zelf, de hertogen van Palts-Neuburg, verbleven in hun Duitse kastelen en baatten de heerlijkheid uit als een opbrengsteigendom. Vooral de houtkap in de bossen rond het kasteel bracht hen veel geld op, gemiddeld de helft van alle inkomsten van de heerlijkheid. Ook de pachtgoederen (landerijen, molens) en heerlijke rechten (visrechten, tolrechten) brachten geld in het laatje. Het landhuis (administratief en juridisch centrum) van de heerlijkheid bevond zich in Torhout, dat eveneens eigendom was van de heer van Wijnendale. Vanaf het midden van de 18e eeuw nam de toenmalige heer, hertog Karel Theodoor van Neuburg-Sülzbach, het initiatief tot het aanleggen van een netwerk van steenwegen in West-Vlaanderen om het transport en de handel te bevorderen. Wijnendale-Torhout vormde hiervan het knooppunt.

### Franse en Nederlandse periode
In 1792 vielen Franse revolutionaire troepen de Oostenrijkse Nederlanden binnen en maakten een einde aan de feodale rechtsorde van het ancien régime. De kasteelheer van Wijnendale, Karel Theodoor, liet de inboedel en archieven op karren laden en naar zijn Duitse residenties in Düsseldorf, Mannheim en München voeren. De heerlijkheid en het kasteel werden aangeslagen door de Franse Staat, die het beheerde als nationaal goed. Volgens onbevestigde bronnen werd het kasteel in die periode door de boswachter van Wijnendale uitgebaat als een herberg met uithangbord “Au Château de Wynendale”. In 1811 verwoestten troepen van keizer Napoleon Bonaparte het kasteel grondig, zodat er enkel ruïnes overbleven.
In 1825, tijdens het Verenigd Koninkrijk der Nederlanden, werd het kasteeldomein openbaar verkocht aan een Waalse, industriële groep Lefebvre-Dehults. Die liet het bos van Wijnendale vakkundig leegkappen. Het faillissement van haar financier, bankier Isidore Warrocqué, noopte tot de verkoop van Wijnendale.

### Familie Matthieu (de Wynendaele), 19e-21e eeuw

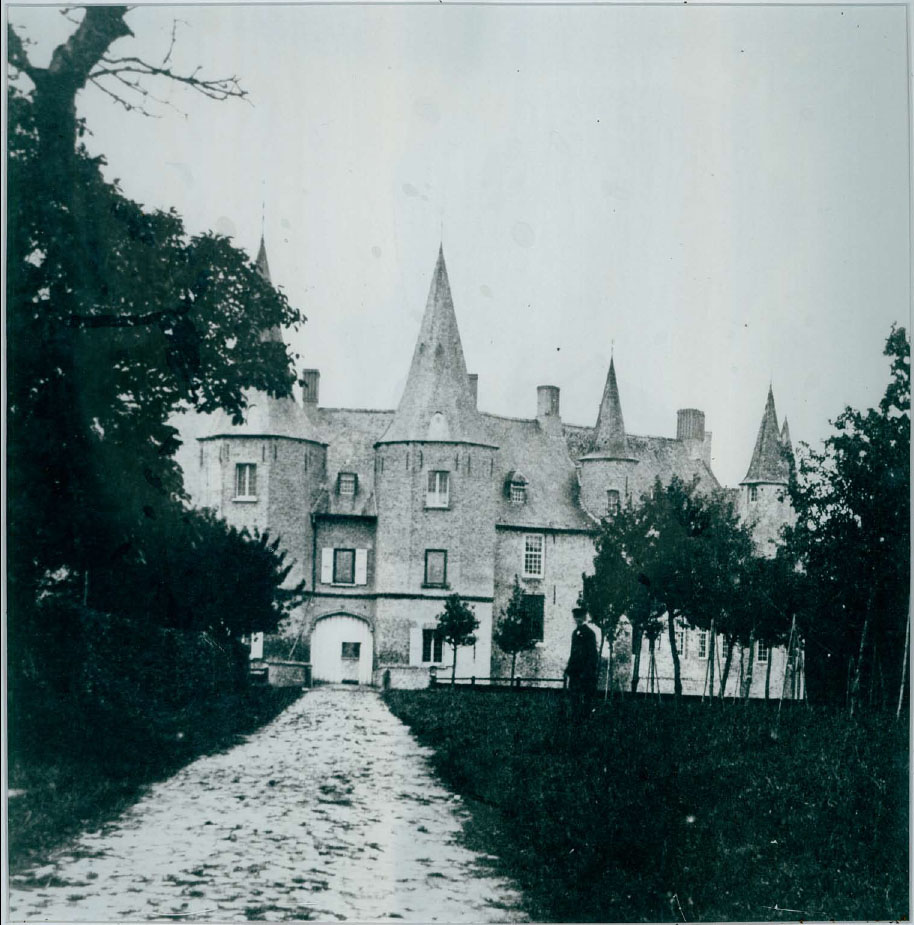
Foto van het kasteel van Wijnendale, tussen 1852 en 1877

In 1833 werd het kasteeldomein gekocht door de Brusselse bankier en verzekeraar Josse-Pierre Matthieu, medeoprichter van de Société Générale (SG) en schatbewaarder van de Bank van de SG. Tussen 1837 en 1852 liet hij het kasteel volledig heropbouwen, met integratie van het bewaarde gedeelte van de laatmiddeleeuwse rechtervleugel.
Zijn zoon Joseph Louis Matthieu gaf in 1877 de Brusselse architect Felix Laureys de opdracht het kasteel te verbouwen tot het geromantiseerde, middeleeuws aandoende waterslot dat er vandaag nog staat. Het poortgebouw dat maar enkele decennia tevoren was gebouwd, werd afgebroken en herbouwd. Hierdoor kreeg het een militaristische aanblik. De nieuwe oprijlaan kwam te liggen in het verlengde van de steenweg naar Torhout. Aan weerszijden van het kasteel verrezen twee hoge torens. (Het 19e-eeuwse ontwerp hiervan is wellicht geïnspireerd op de traptorens afgebeeld op de prent van Sanderus, die overigens slanker zijn.)
Op 25 mei 1940, na de inval van België door nazi-Duitsland, had in Wijnendale het laatste en dramatische gesprek plaats tussen koning Leopold III van België en vier leden van zijn regering (eerste minister Hubert Pierlot, minister van buitenlandse zaken Paul-Henri Spaak, minister van binnenlandse zaken Arthur Vanderpoorten en minister van landsverdediging generaal Denis). Hoewel de capitulatie nabij was, weigerde de koning samen met zijn ministers naar het buitenland te vluchten om daar de strijd voort te zetten. Als opperbevelhebber van het leger wilde hij bij zijn troepen blijven en zich krijgsgevangen laten nemen. Dit conflict leidde na de oorlog tot de Koningskwestie.
De familie Matthieu (sinds 1953 Matthieu de Wynendaele) is vandaag nog steeds eigenaar van het kasteel en bewoont een gedeelte ervan. De huidige kasteelheer is Jean-Jacques Matthieu de Wynendaele (overleden 2021). Hij heeft, in 1983, in samenwerking met het Torhoutse stadsbestuur het domein en het kasteel gedeeltelijk opengesteld als museum voor bezoekers. Dankzij de toenemende aandacht was de restauratie van het slot mogelijk. Nadat in 1980 het Wijnendalebos werd beschermd als landschap werd het kasteel in 1982 beschermd als monument en de omgeving als dorpsgezicht.

## Cultuur
In 2022 werd het kasteel gebruikt voor het evenement 'Kerstmagie' en in 2023 werd het domein gebruikt voor de musical Marie-Antoinette.